# Chuadanga Sadar Upazila
Chuadanga Sadar Upazila är ett underdistrikt i Bangladesh. Det ligger i den centrala delen av landet, 160 km väster om huvudstaden Dhaka.
Trakten runt Chuadanga Sadar Upazila består till största delen av jordbruksmark. Runt Chuadanga Sadar Upazila är det mycket tätbefolkat, med 1 313 invånare per kvadratkilometer.